# Єланецька селищна рада
Єланецька се́лищна ра́да — орган місцевого самоврядування в Єланецькому районі Миколаївської області. Адміністративний центр — селище міського типу Єланець.

## Загальні відомості
- Населення ради: 6 516 осіб (станом на 2001 рік)

## Населені пункти
Селищній раді підпорядковані населені пункти:
- смт Єланець
- с. Братолюбівка
- с. Велідарівка

## Склад ради
Рада складається з 30 депутатів та голови.
- Голова ради: Баденко Любов Василівна
- Секретар ради: Черненко Валентина Анатоліївна

### Керівний склад попередніх скликань
| ПІБ                            | Основні відомості                                                                                                | Дата обрання | Дата звільнення |
| ------------------------------ | --- | ------------ | --------------- |
| Баденко Любов Василівна        | Селищний голова, 1959 року народження, освіта, член Соціал-демократичної партії України (об'єднаної)             | 26.03.2006   | 31.10.2010      |
| Черненко Валентина Анатоліївна | Секретар селищної ради, 1980 року народження, освіта вища, член Соціал-демократичної партії України (об'єднаної) | 26.03.2006   | 31.10.2010      |
| Черненко Валентина Анатоліївна | Секретар селищної ради, 1980 року народження, освіта вища                                                        | 31.10.2010   |                 |

Примітка: таблиця складена за даними джерела

### Депутати
За результатами місцевих виборів 2010 року депутатами ради стали:

#### За суб'єктами висування
| Суб'єкт висування                                       | Кількість обраних депутатів | %    |
| ------------------------------------------------------- | --------------------------- | ---- |
| Комуністична партія України                             | 8                           | 26,7 |
| Партія регіонів                                         | 8                           | 26,7 |
| Політична партія «Сильна Україна»                       | 5                           | 16,7 |
| Політична партія Всеукраїнське об'єднання «Батьківщина» | 3                           | 10   |
| Єдиний Центр                                            | 2                           | 6,7  |
| Народна партія                                          | 2                           | 6,7  |
| Соціалістична партія України                            | 2                           | 6,7  |

#### За округами
| № округу                                                | Прізвище, ім'я, по батькові       | Дата визнання обраним | Освіта         | Партійна приналежність                        | Відомості про обраного депутата                                                                                 |
| ------------------------------------------------------- | --------------------------------- | --------------------- | -------------- | --------------------------------------------- | --- |
| Єдиний Центр                                            |                                   |                       |                |                                               | |
| 4                                                       | Бровко Світлана Василівна         | 01.11.2010            | Освіта середня | позапартійна                                  | Єланецька газова дільниця Ново одеського УЕГГ, слюсар                                                           |
| 6                                                       | Кухаренко Маріанна Володимирівна  | 01.11.2010            | Освіта вища    | член Єдиного Центру                           | Районна газета «Єланецький вісник», заступник редактора газети «Єла-нецький вісник»                             |
| Комуністична партія України                             |                                   |                       |                |                                               | |
| 3                                                       | Максименко Вікторія Володимирівна | 01.11.2010            | Освіта вища    | позапартійна                                  | Управління пенсійного фонду в Єланецькому районі, юрист                                                         |
| 7                                                       | Волобоєв Сергій Михайлович        | 01.11.2010            | Освіта середня | позапартійний                                 | Єланецький ПАЛ, оператор газової котельні                                                                       |
| 8                                                       | Шевчук Леонід Васильович          | 01.11.2010            | Освіта середня | позапартійний                                 | Цех електрозв'язку телекомунікаційних послуг № 10, начальник цеху електрозв'язку телекомунікаційних послуг № 10 |
| 9                                                       | Булуй Віктор Васильович           | 01.11.2010            | Освіта середня | позапартійний                                 | пенсіонер |
| 20                                                      | Аманський Анатолій Сергійович     | 01.11.2010            | Освіта середня | позапартійний                                 | Єланецька селищна рада, відповідальний за газове господарство                                                   |
| 21                                                      | Табунщик Мар'яна Анатоліївна      | 01.11.2010            | Освіта вища    | позапартійна                                  | Єланецька загальноосвітня школа I-III ст., вчитель                                                              |
| 28                                                      | Цигульський Валерій Миколайович   | 01.11.2010            | Освіта середня | член Комуністичної партії України             | Фермерське господарство, працівник                                                                              |
| 30                                                      | Афанасьєва Катерина Юріївна       | 01.11.2010            | Освіта середня | член Комуністичної партії України             | ПП Афанасьєв, бухгалтер                                                                                         |
| Народна Партія                                          |                                   |                       |                |                                               | |
| 16                                                      | Спінова Олена Олексіївна          | 01.11.2010            | Освіта вища    | член Народної партії                          | УАПР РДА, заввідділу УАПР РДА                                                                                   |
| 25                                                      | Тітов Олександр Миколайович       | 01.11.2010            | Освіта вища    | член Народної партії                          | ЦКД «Зоря», завідувач                                                                                           |
| Партія регіонів                                         |                                   |                       |                |                                               | |
| 1                                                       | Горощук Ольга Володимирівна       | 01.11.2010            | Освіта вища    | член Партії регіонів                          | тимчасово не працює                                                                                             |
| 11                                                      | Волошин Василь Васильович         | 01.11.2010            | Освіта вища    | член Партії регіонів                          | Приватна нотаріальна контора, приватний нотаріус                                                                |
| 12                                                      | Бурлака Сергій Миколайович        | 01.11.2010            | Освіта вища    | член Партії регіонів                          | Єланецька загальноосвітня школа I-III ст., вчитель                                                              |
| 13                                                      | Жаворонков Геннадій Володимирович | 01.11.2010            | Освіта середня | член Партії регіонів                          | пенсіонер |
| 14                                                      | Зінченко Лідія Іванівна           | 01.11.2010            | Освіта середня | член Партії регіонів                          | УПСЗН Єланецької РДА, спеціаліст УПСЗН                                                                          |
| 22                                                      | Черняков Василь Іванович          | 15.11.2010            | Освіта вища    | член Партії регіонів                          | пенсіонер |
| 24                                                      | Кирильчук Віталій Миколайович     | 01.11.2010            | Освіта середня | член Партії регіонів                          | пенсіонер |
| 26                                                      | Перов Іван Якович                 | 01.11.2010            | Освіта середня | член Партії регіонів                          | пенсіонер |
| Політична партія Всеукраїнське об'єднання «Батьківщина» |                                   |                       |                |                                               | |
| 5                                                       | Воробйова Любов Іванівна          | 01.11.2010            | Освіта середня | позапартійна                                  | Єланецький хлібозавод, пекар                                                                                    |
| 15                                                      | Піскун Анатолій Іванович          | 01.11.2010            | Освіта вища    | член Всеукраїнського об'єднання «Батьківщина» | Єланецька ЦРЛ, лікар                                                                                            |
| 19                                                      | Волков Анатолій Вікторович        | 01.11.2010            | Освіта середня | член Всеукраїнського об'єднання «Батьківщина» | приватний підприємець                                                                                           |
| Політична партія «Сильна Україна»                       |                                   |                       |                |                                               | |
| 2                                                       | Черненко Валентина Анатоліївна    | 01.11.2010            | Освіта вища    | член Політичної партії «Сильна Україна»       | Єланецька селищна рада, секретар                                                                                |
| 18                                                      | Глядченко Тетяна Денисівна        | 01.11.2010            | Освіта вища    | позапартійна                                  | Єланецька загальноосвітня школа I-III ст., вчитель                                                              |
| 23                                                      | Трубай Олена Олександрівна        | 01.11.2010            | Освіта вища    | член Політичної партії «Сильна Україна»       | Єланецька загальноосвітня школа I-III ст., вчитель                                                              |
| 27                                                      | Істраті Микола Іванович           | 01.11.2010            | Освіта середня | позапартійний                                 | член ФГ «Вікторія 2007»                                                                                         |
| 29                                                      | Арванінова Оксана Анатоліївна     | 01.11.2010            | Освіта вища    | позапартійна                                  | приватний підприємець                                                                                           |
| Соціалістична партія України                            |                                   |                       |                |                                               | |
| 10                                                      | Приходько Анатолій Миколайович    | 01.11.2010            | Освіта середня | член Соціалістичної партії України            | Єланецька бібліотека, охоронник                                                                                 |
| 17                                                      | Тодеркан Василь Вікторович        | 01.11.2010            | Освіта середня | член Соціалістичної партії України            | приватний підприємець                                                                                           |